# Плохих, Иван Николаевич
Иван Николаевич Плохих (20 января 1924, Синие Липяги, Воронежская губерния — 19 января 1962, Сатка, Челябинская область) — старшина Советской Армии, участник Великой Отечественной войн, Герой Советского Союза (1945).

## Биография
Родился 20 января 1924 года в селе Синие Липяги (ныне — Нижнедевицкий район Воронежской области). После окончания пяти классов школы работал в колхозе.
В 1943 году был призван на службу в Рабоче-крестьянскую Красную Армию. С апреля того же года — на фронтах Великой Отечественной войны. К январю 1945 года сержант Иван Плохих был наводчиком орудия 1050-го стрелкового полка 301-й стрелковой дивизии 9-го стрелкового корпуса 5-й ударной армии 1-го Белорусского фронта. Отличился во время освобождения Польши.
15 января 1945 года в составе своего расчёта переправился через Пилицу в районе населённого пункта Пальчев к юго-западу от города Варка и принял активное участие в боях за захват и удержание плацдарма на её берегу, уничтожив 4 танка и 3 пулемётные точки.
Указом Президиума Верховного Совета СССР от 27 февраля 1945 года за «образцовое выполнение боевых заданий командования на фронте борьбы с немецкими захватчиками и проявленные при этом мужество и героизм» был удостоен звания Героя Советского Союза с вручением ордена Ленина и медали «Золотая Звезда» за номером 6814.
В 1947 году в звании старшины был демобилизован. Проживал и работал сначала в городе Синельниково Днепропетровской области Украинской ССР, затем в городе Сатка Челябинской области.
Скоропостижно умер 19 января 1962 года.
Был также награждён рядом медалей.